# تشارلز أرمسترونغ (لاعب كرة قاعدة)
تشارلز أرمسترونغ (بالإنجليزية: Charles Armstrong)‏ هو لاعب كرة قاعدة أمريكي، ولد في 13 ديسمبر 1914 في بوغالوسا في الولايات المتحدة، وتوفي في 27 يناير 1990.